# Павлики (Кременчуцький район)
Павлики (до 2016 — Комінтерн) — село в Україні, у Козельщинській селищній громаді Кременчуцького району Полтавської області. Населення становить 50 осіб. До 2020 орган місцевого самоврядування — Солоницька сільська рада.

## Географія
Село Павлики знаходиться на відстані 1,5 км від села Єристівка (Кременчуцький район), за 2 км від села Базалуки (Горішнеплавневська міська громада) та за 2,5 км від села Шевченки. Селом протікає пересихаючий струмок з загатою.

## Населення

### Мова
Розподіл населення за рідною мовою за даними перепису 2001 року:
| Мова       | Кількість | Відсоток |
| ---------- | --------- | -------- |
| українська | 43        | 86%      |
| російська  | 6         | 12%      |
| циганська  | 1         | 2%       |
| Усього     | 50        | 100%     |

## Історія
12 червня 2020 року, відповідно до розпорядження Кабінету Міністрів України № 721-р «Про визначення адміністративних центрів та затвердження територій територіальних громад Полтавської області», село увійшло до складу Козельщинської селищної громади.
19 липня 2020 року, в результаті адміністративно - територіальної реформи та ліквідації Козельщинського району, село увійшло до складу новоутвореного Кременчуцького району.